# Zelleria pyroleuca
Zelleria pyroleuca là một loài bướm đêm thuộc họ Yponomeutidae. Loài này có ở Úc.